# Югурта
Югурта (на латински: Jugurtha) е цар на Нумидия (дн. Алжир) от 117 пр.н.е.. Той е военачалник и дипломат. Известен е в историята с подкупите, чрез които контролира сенаторите в Римската империя. Неговите действия, в крайна сметка довеждат до т.нар. Югуртинска война.
Внук е на Масиниса. Югурта е племенник на цар Миципса. Получава образованието си в Рим. В периода 134—133 пр.н.е. Миципса го поставя начело на изпратените на помощ на Рим нумидийци в Нумантинската война (143—133), където се проявява като храбър и съобразителен военачалник. Публий Сципион пише на Мициниса: „Твоят Югурта в Нумантинската война прояви безподобна храброст, което, вярвам, ще ти достави голяма радост. Поради заслугите си той ни е скъп и ние ще употребим всички усилия да стане такъв и на сената, и на римския народ. Аз те поздравявам в името на нашето приятелство. Ти имаш там мъж, достоен за тебе и за своя дядо Масиниса“
Миципса забелязал ума и смелостта на племенника си, осиновил го и го направил наследник на царството, наравно със собствените си деца – Адхербал и Хиемпсал I.
След смъртта на царя на Нумидия през 118 пр.н.е., в борбата за престола убива единият му син, а другия – Адхербал праща в изгнание. Последният иска помощ от римския Сенат. С подкупи, чрез подкрепата на римските сенатори Югурта разделя Нумидия в своя полза като получава западната плодородна част на страната. През 112 пр.н.е. превзема столицата на Нумидия Цирта, убивайки Адхербал и всички живеещи в града мъже, в това число италийци и римляни.
Научавайки за случилото се, Сенатът се събрал да разисква какви мерки да предприеме. Подкупвайки отделни сенатори, Югурта започнал да пречи на работата. „Тъй мощно действували приятелските връзки и златото на царя“, казва Салустий.
В отговор, през 111 пр.н.е. римляните започват война с Югурта, т.нар. Югуртинска война. След загубата през 106 пр.н.е. Югурта избягва в Мавретания при своя тъст, цар Бокх I, който през 105 пр.н.е. го предава на римляните. През 104 г. Югурта е убит в Тулианум. Неговото царство е наследено от Гавда, внук на Масиниса, и Бокх I от Мавретания.

## Описание на Югюрта
Според Салустий Югурта „бил красив, силен и умен, и не се оставил да бъде покварен от разкоша и безделието! Прекарвал времето си с коне и в надбягвания и лов на диви зверове. Бил първи по подвизи, но последен се хвалел с тях.“